# 큰햄스터쥐
큰햄스터쥐(Beamys major)는 붉은숲쥐과에 속하는 설치류의 일종이다. 말라위와 탄자니아 그리고 잠비아에서 발견된다. 자연 서식지는 건조 사바나 지역과 아열대 또는 열대 기후 지역의 습윤 저지대 숲과 습윤 산지 숲이다. 서식지 감소로 위협을 받고 있다.